# مزرعة الدمازين
مزارع الدمازين وهي مزرعة ضخمة تبعد حوالي 300 ميل (480 كـم) جنوب شرق الخرطوم في السودان، كانت مزرعة «ضخمة» يملكها ويديرها أسامة بن لادن أثناء تواجده في السودان، وأدارتها شركة «الثمار المباركة» التابعة لبن لادن.
اشترى أسامة بن لادن أرض المزرعة من الحكومة السودانية. ووظّف الآلاف من العاملين في المزرعة. كانت المزارع تحتوي على ماشية وخيول، وتزرع الذرة البيضاء والسمسم وفول الصويا والذرة الرفيعة والفول السوداني.
تعاقد بن لادن مع محمد زكي محجوب لإدارة المزرعة بين فبراير 1992 ومايو 1993، وللإشراف على 4000 موظف في المزرعة.
يُعتقد أن المزرعة كان مركزًا لتدريب المجاهدين بالقرب من أعالي النيل في السودان.